# Mary-Kate en Ashley Olsen
Mary-Kate Olsen en Ashley Olsen (Sherman Oaks (Californië), 13 juni 1986) zijn Amerikaanse actrices. Hoewel ze uiterlijk veel op elkaar lijken, zijn ze een twee-eiige tweeling, die in films vaak ook tweelingzusjes spelen. Ook zijn ze de zussen van Elizabeth Olsen.

## Biografie
Zij zijn bekend geworden door de televisieserie Full House, waar zij, al in hun babytijd, gezamenlijk de dochter Michelle Elizabeth Tanner speelden. Deze televisieserie liep van 1987 tot 1995. Daarnaast speelden zij in vele films, waar ze vaak tweelingen speelden.
Een van hun bekendste films, waarin zij juist geen tweeling spelen, is It Takes Two uit 1995, waar zij elkaar ontmoeten als twee totaal onbekenden van elkaar. De een is een wees, de ander een rijkeluisdochter.
Mary-Kate speelt anno 2008 mee in de serie Weeds, waarin ze de rol vertolkt van Tara Lindman, een diepgelovig meisje dat drugs verkoopt onder de gelovigen van haar kerkgemeenschap en het liefje is van Silas Botwin.

## Ondernemers
Naast actrices zijn de tweelingzussen ook ondernemers, ze voeren onder andere samen een modelabel.